# James Broselow
James Broselow (Woodbury, Nueva Jersey, 12 de enero de 1943) es un médico de emergencias estadounidense, profesor asistente, inventor y empresario.
Él y su colega, el médico de emergencias Robert Luten, son conocidos en la comunidad médica por haber inventado la cinta Broselow (Broselow Tape) en 1985, que fue el primer instrumento desarrollado que relaciona la altura de un paciente pediátrico a su peso a fin de “determinar el tamaño de los equipamientos, suministros y las dosis de medicamentos a ser usados” durante emergencias. La cinta Broselow es presentada en muchos libros de texto médico y manuales de referencia como el estándar de medición del peso basado en la longitud.
Actualmente, James Broselow trabaja como jefe médico de eBroselow, LLC, una compañía que él cofundó el año 2009 y que desarrolló la solución Artemis, un sistema electrónico y digital de dosificación y seguimiento de fármacos e instrumento médico para servicios de emergencia médicos y salas de emergencia. La misión de la compañía es salvar vidas simplificando el cuidado de emergencia reduciendo los errores médicos. También es Profesor Clínico Asociado de Medicina de Emergencias en el Departamento de Medicina de Emergencias del Colegio de Medicina de la Universidad de Florida, donde el explora, desarrolla y comunica sobre nuevos enfoques en medicina de emergencia pediátrica.

## Primeros años
James Broselow nació en Woodbury, Nueva Jersey. Sus padres fueron Benjamin y Charlotte Broselow. Creció en Franklinville, Nueva Jersey. Obtuvo Licenciatura en Economía en la Universidad de Dartmouth en 1965 y se tituló de Médico en la Universidad de Nueva Jersey de Medicina y Odontología en 1969.

## Carrera Médica
Después de graduarse en la escuela de medicina, Broselow obtuvo la certificación de médico de familia y comenzó su práctica privada en Bay City, Míchigan. Gracias a su trabajo en el sector privado se interesó en la medicina de urgencias, y en 1980 se mudó a Carolina del Norte, donde ejerció la medicina de emergencias en tres hospitales comunitarios: Lincoln Country Hospital, Cleveland Memorial y Catawba Valley Medical Center. Se retiró de la práctica clínica en el año 2006.

## Invenciones y trabajo empresarial
El Dr. Broselow tiene 12 patentes relacionadas con el tratamiento de emergencias seguro para niños. Empezó varios negocios, incluyendo Broselow Medical Technologies, LLC, en la década de 1990 y en la actualidad es socio fundador de eBroselow, LLC.
- US4713888 - Cinta métrica para determinar directamente el tratamiento físico y los valores fisiológicos (también EP0220860A2, EP0220860A3 y EP0220860B1)
- US4823469 - Cinta métrica para determinar directamente el tratamiento físico y los valores fisiológicos y procedimientos
- US5010656 - Aparato terapéutico
- US6132416 - Sistema universal de dosificación de medicación (también EP0983761A3 and EP0983761A2)
- US 2006/0000480 A1 - Método de infundir un líquido terapéutico en un paciente
- US 2006/0137696 A1 - Sistema de dosis pediátricas y veterinarias basado en zonas
- US 2007/0061164 A1 - Sistema de almacenamiento de información en salud
- US 2008/0257895 A1 - Placa con soporte para un envase de bebida
- US 2010/0057488 A1 - Método para la determinación de valores de tratamiento médico sin el ingreso de datos
- EP0343874 A1 - Aparato terapéutico
- EP0343874 B1 - Aparato terapéutico
- EP1539274A4  - Recipiente de dosificación médica codificado a color (también US20040024368 y US6764469)

## Premios y reconocimientos
En 2012, el Dr. Broselow recibió el premio Lifetime Achievement Award del Instituto para el Uso Seguro de Medicamentos (ISMP).

## Personal
El Dr. Broselow vive en Hickory, Carolina del Norte, con su esposa Millie. Tiene 3 hijos; Mario, Sali y Jessi.